# Montereau-Fault-Yonne
Montereau-Fault-Yonne – miejscowość i gmina we Francji, w regionie Île-de-France, w departamencie Sekwana i Marna. Przez miejscowość przepływa Sekwana. 
Według danych na rok 1999 gminę zamieszkiwały 17 903 osoby, a gęstość zaludnienia wynosiła 1817 osób/km² (wśród 1287 gmin regionu Île-de-France Montereau-Fault-Yonne plasuje się na 159. miejscu pod względem liczby ludności, natomiast pod względem powierzchni na miejscu 421.).